# Sudden Strike 3: Arms for Victory
Sudden Strike 3: Arms for Victory est un jeu de tactique en temps réel développé par Fireglow et édité par Anuman Interactive, sorti le 1er décembre 2007 en Europe. C'est le troisième épisode officiel de la série des Sudden Strike.
La principale différence, tout du moins graphique, par rapport aux épisodes précédents est l'apparition de la 3D.

## Scénario
L'action du jeu se passe pendant la Seconde Guerre mondiale à travers 5 campagnes pour le mode solo :
- Pacifique (États-Unis)
- Pacifique (Empire du Japon)
- Europe (Alliés)
- Europe (Axe)
- Crimée (URSS)

## Accueil
| Sudden Strike 3: Arms for Victory |      |       |
| Média                             | Pays | Notes |
| Cyber Stratège                    | FR   | 3/10  |
| Gamekult                          | FR   | 4/10  |
| GameSpot                          | US   | 65 %  |
| IGN                               | US   | 53 %  |
| Jeuxvideo.com                     | FR   | 11/20 |
| Joystick                          | FR   | 3/10  |
| Compilations de notes             |      |       |
| Metacritic                        | US   | 63 %  |